# Jean Lods (réalisateur)
Pour les articles homonymes, voir Jean Lods et Lods (homonymie).
Jean René Édouard Lods né le 22 mars 1903 à Vesoul et mort le 1er mars 1974 au Kremlin-Bicêtre, est un réalisateur de documentaire français.

## Biographie
Jean Lods naquit au n°3 passage des Annonciades à Vesoul.
Il fit des études à Strasbourg au conservatoire puis débuta une carrière dans le cinéma grâce à son beau-frère, Léon Moussinac.
En 1928, il fonde, notamment avec Léon Moussinac et Francis Jourdain l'association Les Amis de Spartacus liée au PCF et destinée à la projection de films soviétiques censurés en France. 

## Filmographie[4]
- 1928 : Champs-Élysées, 35 mm, n&b, muet.
- 1928 : La Marche de la faim, 35 mm, n&b, muet.
- 1928 : Vingt-quatre heures en trente minutes ou 24 heures en 30 minutes, 35 mm, n&b, muet.
- 1930 : L'Équipe, 35 mm, n&b
- 1931 : La vie d'un fleuve, la Seine, 35 mm, n&b, son, 24 min 40 s.
- 1932 : Le Mile ou Le Mile de Jules Ladoumègue, 35 mm, n&b, son, 41 min.
- 1934 : Histoire d'une ville, Odessa, Documentaire sur une idée d'Isaac Babel.
- 1943 : Aristide Maillol, sculpteur ou Maillol', 35 mm, n&b, son, 27 min.
- 1946 : Aubusson et Jean Lurçat ou Aubusson, 35 mm, n&b, son, 16 min.
- 1946 : La Nouvelle bataille, commentaires de Pierre Roland-Lévy, 35 mm, n&b, son, 47 min 30 s.
- 1946 : Pyrénées, terre de légende, 35 mm, n&b, son, 14 min.
- 1948 : Le Cirque, 35 mm, n&b, son, 14 min.
- 1948 : Le Train bis, 35 mm, n&b, son, 19 min.
- 1948 : The Circus, 35 mm, n&b, son, 27 min 30 s.
- 1948 : Vaudeville by the Way, 35 mm, n&b, son, 26 min.
- 1949 : Rencontres de royaumont ou Les Entretiens de Royaumont, 35 mm, n&b, son, 28 min.
- 1949 : Radar d'atterrissage ou Radar d'atterrissage sans visibilité, 35 mm, n&b, son, 28 min 30 s.
- 1950 : Stéphane Mallarmé ou Stéphane Mallarmé, ? Tel qu'en lui-même ?, 35 mm, n&b, son, 27 min, 18 min pour sa ressortie en 1960.
- 1950 : La Prévention dans le travail de la scie à ruban, 35 mm, n&b, son, 13 min 30 s.
- 1950 : Symphonie de la laine, 35 mm, n&b, son, 39 min.
- 1951 : La Prévention dans le travail de la scie circulaire, 35 mm, n&b, son, 9 min 30 s.
- 1951 : La Prévention dans le travail de la toupie, 35 mm, n&b, son, 11 min 30 s.
- 1955 : Hommage à Albert Einstein, 35 mm, n&b, son, 8 min.
- 1958 : Henri Barbusse, 35 mm, n&b, son, 22 min 30 s.
- 1959 : Jean Jaurès, 35 mm, n&b, son, 20 min 40 s.
- 1959 : Jacques Duclos, 7 min.
- 1960 : Poto Poto, 35 mm, n&b, sil.
- 1960 : Bulgarie, reportages, 16 mm, couleur, son, 21 min.
- 1961 : Rencontres de septembre, 35 mm, n&b, son, 32 min 40 s.
- 1964 : La Voix de Maurice Thorez ou Le 12 juillet 1964, Maurice Thorez, 35 mm, n&b, son, 31 min 30 s.
- 1964 : 20 000 matins, 35 mm, n&b, son, env. 30 min.
- 1968 : Romain Rolland, 35 mm, n&b, son, 24 min.
- 1977 : Images du 15e congrès, 16 mm, n&b, son, 31 min.
- Date inconnue : Van Gogh ou Zadkine, Paris-Auvers/s Oise, la Statue de Van Gogh, 16 mm, n&b, son, 1 min.